# Habitica
Habitica, anteriormente conocido como HabitRPG, es una aplicación de código abierto de administración de tareas en línea creada por HabitRPG Inc. A diferencia de la mayoría de programas de administración de tareas, Habitica toma la forma de un juego de rol.

## Concepto
Habitica es una aplicación web de autoayuda con mecánicas de juego incluidas para ayudar al jugador a mantenerse motivado para conseguir alcanzar sus objetivos.
El juego tiene la forma de un RPG, en que el jugador recoge elementos como oro y armadura para volverse más fuerte. Las recompensas se consiguen luchando por los objetivos en la vida real. Estos objetivos, en el juego, se clasifican en hábitos, tareas diarias y tareas pendientes.

### Hábitos
En Habitica, los hábitos son metas a largo plazo que se utilizan para cambiar los hábitos de una persona. Estos hábitos pueden establecerse como positivos o negativos. Por ejemplo:
- Un hábito positivo podría ser, por ejemplo, «1 h de trabajo productivo»: si un usuario trabaja productivamente durante una hora, obtendrá experiencia y oro.
- Un hábito negativo podría ser, por ejemplo, «Comer comida basura»: si un usuario come ese tipo de comida, perderá salud.
- «Usar las escaleras», por otro lado, sería un hábito tanto positivo como negativo: si un usuario usa las escaleras, obtendrá experiencia y oro. Por el contrario, si utiliza el ascensor, perderá salud.

Si un usuario completa un hábito positivo a menudo, este se irá tornando verde. Esto significa que  está logrando mantener el hábito. Por otro lado, si un usuario tiende a ejecutar un hábito negativo a menudo, este comenzará a volverse rojo, y cada vez el daño causado a su salud será mayor. Cuando los jugadores acumulan bastantes puntos de experiencia, suben de nivel, lo cual restaura su salud.

### Tareas diarias
Las tareas diarias son aquellas que el jugador debe completar de manera organizada, planificada y repetida. Las tareas diarias se completan mediante un clic en una casilla de verificación: el usuario escribe las tareas por adelantado y, a medida que las van completando durante el día, las van marcando. Las tareas diarias completadas otorgan experiencia y oro; las que faltan por ser completadas, en cambio, restan salud.
Las tareas diarias también pueden ser programadas para que se tengan que completar cada cierto tiempo (como cada dos días), o en determinados días de la semana (como de lunes a viernes).

### Tareas pendientes
Las tareas pendientes son tareas que pueden ser realizadas sin un tiempo límite. Cuando un usuario completa una tarea pendiente, obtiene experiencia. En ese momento, la tarea desaparece de la lista de tareas planificadas, y aparece en la de tareas completadas). A diferencia de los hábitos y las tareas diarias, las tareas pendientes nunca infringirán ningún daño al jugador.
Estas tareas se van haciendo más valiosas a medida que pasa el tiempo; es decir, que cuanto más tiempo haya pasado desde que se creó hasta que se completó, mayor será la cantidad de experiencia y oro recibida.

## Aspecto de rol
Una parte importante de Habitica es su aspecto de RPG. En este tipo de juegos, el usuario toma el rol de otro personaje o carácter. En Habitica, el usuario toma control de un carácter que se diseña el propio jugador. El usuario puede subir de nivel, así como desbloquear nuevas características. Aun así, al morir, varios objetos y un nivel se pierden.

### Personaje
El jugador puede personalizar a su propio personaje (también conocido como avatar) modificando aspectos como el cabello, el color de piel y la camisa. La armadura y las espadas que el jugador compra cuando se equipa también proporcionan bonificaciones atributivas. Parte del arte de Habitica tiene su fuente en BrowserQuest.
El sistema de clases es otra característica que añade complejidad al aspecto de rol de Habitica. Los jugadores pueden escoger entre cuatro clases (guerrero, mago, sanador o pícaro), cada una de las cuales tiene armadura diferente disponible, así como un atributo primario y otro secundario que afectan a la jugabilidad.

### Niveles
Según cómo de bien lleva un jugador sus hábitos, tareas diarias, y tareas pendientes, ganará experiencia o perderá salud. Cuando un jugador obtiene suficiente experiencia, sube un nivel y su salud será restaurada. Sin embargo, en caso de que se quede sin puntos de vida, el jugador morirá y perderá un nivel. Cuanto mayor sea el nivel del jugador, de más características podrá disfrutar.

### Moneda
Cuando un jugador completa un hábito, una tarea diaria o una tarea pendiente, este obtendrá una cantidad de oro que dependerá de la dificultad de la tarea. El oro sirve para comprar recompensas, las cuales tampoco pueden ser definidas por el usuario (recompensas en la vida real), o equipamiento que otorgará al jugador. Antes, la plata era también una moneda del juego, y cien monedas de plata formaban una de oro. Ahora, debido a la confusión que esto generaba, el oro es la única moneda existente, y en lugar de la plata, se usan números decimales para expresar cantidades menores a un punto de oro.

### Mascotas y monturas
Al marcar una tarea, a veces el jugador recibirá un ítem. Los ítems que pueden ser encontrados son huevos, pociones y comida. Estos pueden ser combinados para hacerse con un conjunto de noventa mascotas, las cuales pueden ser mostradas al lado del avatar; y noventa monturas, encima de las cuales el avatar se puede montar. Monturas y mascotas adicionales pueden ser obtenidas durante eventos especiales y por completar misiones.

### Sociabilidad
Los jugadores pueden formar grupos entre ellos para completar misiones. También pueden unirse a gremios y participar en los retos creados por otros jugadores, donde la persona más consistente gana un logro.  Los jugadores pueden competir con amigos y desconocidos, así como colaborar entre ellos y centrarse en socializar.  En los grupos y los gremios, así como en la taberna de la comunidad, los jugadores pueden comunicarse entre ellos vía chat.

### Eventos estacionales
Hay cuatro eventos estacionales, llamadas en inglés Grand Galas, que se celebran cada año en Habitica. Las galas pasadas incluían nuevas misiones, elementos especiales como equipamiento de edición limitada y opciones de modificación del avatar, y jefes para que la comunidad entera luchase unida. También se celebran otros festivos, como día de San Valentín y el Día de los Santos Inocentes.

## Aplicación para móviles

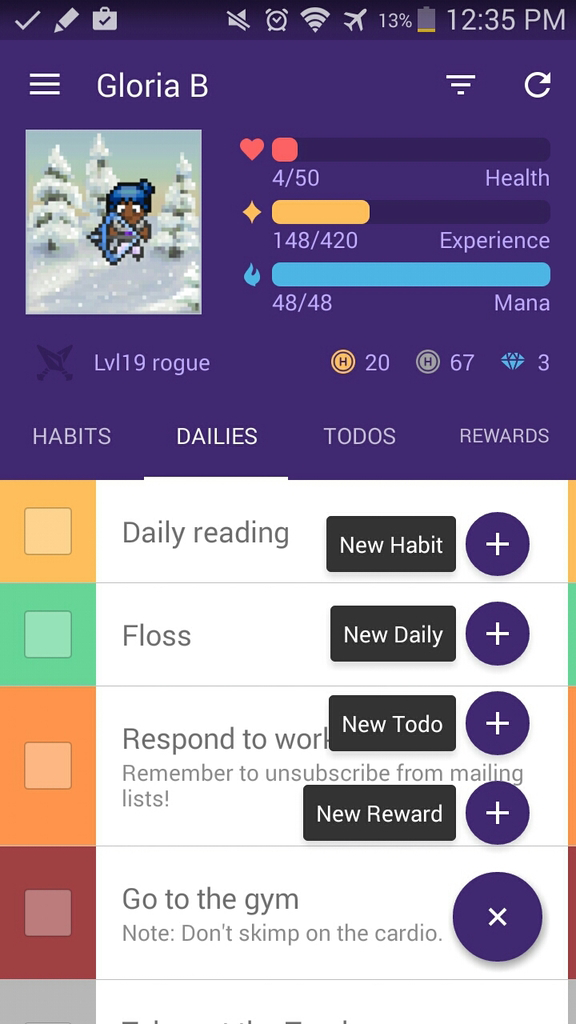
Una captura de la aplicación de Android de Habitica.

La aplicación móvil oficial Habitica está disponible para los sistemas operativos Android e iOS. Estas aplicaciones móviles sustituyen las antiguas llamadas HabitRPG, que fueron lanzadas, como fue prometido, después de recaudar $25 000 gracias a Kickstarter.

## Acogida
A la hora de crear una reseña del juego, Alan Henry escribió para Lifehacker que, «aunque no ofrece las características avanzadas que otras aplicaciones del estilo presentan, es una maravilla utilizarlo, y es realmente adictivo». Kelsey Adams, por su parte, describió en CNET «cuán más cautivador puede ser un juego antes que la realidad a aquellos cuyos cerebros tienen esa inclinación».

## Historia
Tyler Renelle originalmente creó HabitRPG para que lo ayudase con sus propios hábitos, tras haber sido inspirado por los libros de autoayuda El Poder de los hábitos y El hábito del ahora.  La versión más temprana de HabitRPG era una hoja de cálculo de Google Docs con celdas coloreadas.
Cuando la comunidad de HabitRPG creció, Renelle llegó a Siena Leslie y Vicky Hsu. Leslie y Hsu se hicieron cofundadores de HabitRPG Inc., la cual se incorporó como compañía en 2014.
El 31 de julio de 2015, el sitio web y las aplicaciones pasaron a llamarse «Habitica», por la tierra donde las aventuras de los jugadores tenían lugar. El cambio fue debido a algunos la dificultad de algunos usuarios para recordar el nombre, o su tendencia para confundirse con él. El nombre de compañía se mantuvo en HabitRPG Inc.

## Comunidad
Además de participar en la página web y en los aspectos sociales de la aplicación, la comunidad se ha visto implicada en ayudar mejorando Habitica.

### Colaboradores
Los voluntarios comunitarios contribuyen a Habitica en varias maneras, como creando pixel art, traduciendo texto, creando música y efectos de sonido, publicando en blogs para promover Habitica, editando la wiki, resolviendo errores, implementando características nuevas, y contestando a las preguntas de los nuevos usuarios.

### Kickstarter
El 11 de enero de 2013, Renelle empezó una campaña en la plataforma Kickstarter para el desarrollo de la aplicación con un objetivo de $25 000, el cual fue superado, recaudando $41 191 por un total de 2817 personas.

## API
La interfaz de programación de aplicaciones (API por sus siglas en inglés) permite a los programadores crear aplicaciones, extensiones, y otras herramientas de terceros que interactúan con Habitica.